# Kulu Sé Mama
Albums de John Coltrane
Om
(1965) Meditations
(1965)
Kulu Sé Mama est un disque de John Coltrane enregistré en 1965, paru en 1966 sur le label Impulse! (AS-9106). La pièce Welcome a été repris par le groupe Santana sur l'album Welcome.

## Les titres
Face 1
| No | Titre        | Musique    | Durée |
| -- | ------------ | ---------- | ----- |
| 1. | Kulu Sé Mama | Juno Lewis | 18:57 |

Face 2
| No | Titre   | Musique       | Durée |
| -- | ------- | ------------- | ----- |
| 2. | Vigil   | John Coltrane | 9:41  |
| 3. | Welcome | John Coltrane | 5:21  |

Certaines rééditions CD, comportent en plus trois morceaux :
| No | Titre                         | Musique       | Durée |
| -- | ----------------------------- | ------------- | ----- |
| 4. | Selflessness                  | John Coltrane | 14:49 |
| 5. | Dusk Dawn                     | John Coltrane | 11:00 |
| 6. | Dusk Dawn (prise alternative) | John Coltrane | 9:26  |

## Les séances
Le 10 (Welcome) et le 16 juin 1965 (Vigil) :
- John Coltrane : Saxophone ténor
- McCoy Tyner : Piano
- Jimmy Garrison: Contrebasse
- Elvin Jones : Batterie

Le 14 octobre 1965 (Kulu Sé Mama) : 
- John Coltrane : Saxophone ténor
- Juno Lewis : Chant et percussions
- Pharoah Sanders : Saxophone ténor
- McCoy Tyner : Piano
- Jimmy Garrison: Contrebasse
- Donald Garrett : Contrebasse, clarinette basse
- Elvin Jones : Batterie
- Frank Butler : Batterie

## Point discographique
Lors des rééditions de 1992 et 1993 par MCA, l'album Kulu Sé Mama avait été supprimé du catalogue. On retrouvait toutefois la face 1 sur le recueil The Major Works Of John Coltrane et la face 2 sur la réédition CD de Transition, différente de la version publiée en 33 tours en 1970.